# Organización de la sanidad republicana durante la guerra civil española
La Sanidad en la zona controlada por el gobierno de la Segunda República durante la contienda bélica estaba conformada por una organización que sumaba la Sanidad civil, la Sanidad militar y Cruz Roja.
A pesar de todo, al inicio de la Guerra Civil el servicio sanitario republicano estaba marcado por la desorganización y la falta de medios, de forma que los 10.000 médicos (de los 20.000 con los que contaba el servicio de Sanidad Militar previamente al golpe de Estado), principalmente civiles, se dedicaron a la labor de reorganización. Los primeros heridos fueron absorbidos por el sistema de salud civil, debido a su organización preexistente al golpe de Estado y a la infraestructura con la que contaban, y se creó una organización que se amoldaba a la movilización popular, con numerosos médicos, enfermeros, estudiantes de medicina y sanitarios de todo tipo que se presentaron voluntarios para acudir al frente con las recién creadas columnas.
Por otra parte, eran fundados numerosos hospitales de sangre por parte de sindicatos, partidos políticos y otras organizaciones tales como comisiones obreras o autoridades provinciales. Así, de 70 hospitales de sangre creados en la retaguardia republicana en los inicios del conflicto únicamente 20 dependían del Ministerio de la Guerra, hasta que el 23 de enero de 1937 el gobierno de Largo Caballero promulgó una Orden Ministerial por el cual todos los hospitales con capacidad superior a 300 camas quedaban bajo control estatal.

## Sanidad Militar
La sanidad de guerra tenía como objetivos primordiales tratar a los heridos del conflicto bélico, así como atender a los problemas de salud pública surgidos a raíz de su permanencia prolongada en las trincheras, tales como suministro de agua potable, higiene personal o prevención de enfermedades contagiosas.
Durante el desarrollo del conflicto, el Cuerpo Militar de Sanidad del bando republicano se encontraba dirigido por un general, subordinado al Ministerio de la Guerra y al Estado Mayor del Ejército. A su mando, estaban un intendente y un comisario general de sanidad, los cuales disponían de servicios de estadística, propaganda, cartografía, proyectos y organización.
Por otra parte, bajo el mando del general, se encuentran la supraestructura organizativa de los servicios:
- Servicios especiales, dentro de los cuales se incluyen los aviones bajo el mando de un teniente coronel
- Servicios de evacuación, dentro de los cuales se incluyen las ambulancias bajo el mando de un teniente coronel
- Servicio de hospitales, bajo el mando de un coronel
- Jefatura de personal, bajo el mando de un coronel
- Servicios de higiene, bajo el mando de un teniente coronel y con secciones de:
  - Defensa antigás
  - Abastecimiento de aguas
  - Control de alimentos
  - Vestuario
  - Laboratorio central
- Parque móvil, bajo el mando de un teniente coronel
- Servicios de Farmacia, al mando de un teniente coronel
- Servicios de Veterinaria, sin mando fijo

A dicha estructura se añadieron los servicios sanitarios propios creados en cada unidad, principalmente conformados por médicos civiles voluntarios con poca experiencia en sanidad de guerra.
Las unidades sanitarias están dirigidas por un Cuerpo central de Sanidad y se encuentran divididas en 5 escalones:
- Escalón Regimental
- Escalón Divisionario
- Escalón de Cuerpo de Ejército
- Escalón de Etapas
- Escalón de Zona de Retaguardia

Las formaciones sanitarias encuadradas en los diferentes cuerpos acompañaban a las unidades y subordinados a los mandos de los cuerpos a los cuales prestan su servicio. Así, un batallón disponía de un médico y un practicante (entiéndase practicante como sinónimo de enfermero, para designar personal con el título de auxiliar médico menor) y cada compañía con 10 sanitarios, un cabo sanitario que actúa como jefe y los 9 restantes divididos en grupos de 3, un sanitario y dos camilleros, repartidos en las tres secciones de la compañía (aunque en 1938 se redujo la plantilla a 1 sanitario y 4 camilleros) mientras que cada Brigada Mixta, unidad militar básica del Ejército Popular de la República, contaba con una unidad de sanidad propia.
En combate, los servicios sanitarios se adaptaban a la propia estructura de combate del ejército. Así, en la zona del interior se situaban hospitales permanentes y eventuales, mientras que en cada brigada se creaba un escalón regimental, con oficiales médicos que iban con el movimiento de las tropas.
En primera línea o escalón de fuego, se producía la recogida de heridos por parte de los camilleros y, al producirse el cese de las hostilidades, se reunían en puestos de concentración y se evacuaban los heridos graves a los puestos de socorro. Para dicho traslado es necesario efectuar previamente la primera cura y, en caso necesario, tapar posibles hemorragias e inmovilizar fracturas. Estas curas de urgencia se realizaban en el mismo campo de batalla gracias a los paquetes de cura individual que portaba cada soldado equipado con gasas, yodo y alcohol. Hecho esto, se procede al traslado del herido, que puede ser por el propio pie del herido (aunque acompañado siempre por el sanitario) cuando este no ha sido herido en los miembros inferiores y se encuentra consciente; a brazo por un sanitario o dos cuando el espacio no permite el uso de camilla; o mediante una camilla. Los camilleros deben marchar con el paso cambiado, para evitar vaivenes perjudiciales por el herido, y en trayectos largos deben relevarse; por último, una vez se deja al herido en el puesto de socorro, el sanitario de compañía debe volver inmediatamente al frente. En caso de gran ofensiva con número de heridos elevados, o en situación de retirada, el primer objetivo del sanitario se convertirá en retirar a los heridos del campo de batalla y, posteriormente, realizar las primeras curas, y dicha retirada no deberá ser detenida salvo orden directa.
Las primeras curas deben realizarse en los Puestos de Socorro de Compañía (en combate en terreno descubierto, las primeras curas se realizan en campo abierto), los cuales son pequeños puestos localizados en las trincheras asignadas a una sección en los que siempre debe haber un sanitario preparado para realizar su labor. Se recomendaba que existieran tres puestos por compañía, es decir, uno por sección, y que dicho puesto fuera de fácil acceso y contara con espacio suficiente para una o dos camillas y 4 heridos como mínimo. Este debe contener la bolsa de socorro del sanitario, así como las camillas de la sección o, en su defecto, una como mínimo para atender al herido y el resto en los caminos de evacuación al Puesto de Socorro de Batallón. Debe localizarse en la segunda línea cuando esta se encuentra a menos de 100 metros de la primera o próximo a la trinchera de evacuación de la compañía, la cual debía contar con amplitud suficiente (1’20m) para el paso de una camilla, una profundidad de 2 m y apartaderos cada 100 m que permitieran el paso de dos camillas en sentidos opuestos.
El Puesto de Socorro de Batallón se encontraba bajo el mando de un teniente médico y actuaba como paso de urgencia en el cual se realizaba el primer diagnóstico. Cabe destacar que los puestos de socorro contaban con la bandera de la Cruz Roja, con el afán de recordar a los combatientes el convenio de Ginebra según el cual el puesto no podía ser atacado. Se situaban próximos a la línea, a distancias de entre 600 m y 1’5 km del frente, contaban con espacio para un mínimo de 6-7 camillas, altura suficiente para estar de pie y una trinchera amplia que permitía el acceso de una ambulancia.
A continuación, mediante camillas y autoambulancias, se evacuaban a los puestos de Socorro de Brigada, localizados generalmente a menos de 3 km del frente y bajo el mando de un Capitán médico, que contaba además con 3 médicos auxiliares, 8 enfermeros y 16 camilleros. Se encargaban de la clasificación de heridos, rectificación de vendajes y evacuación de heridos, así como de la higiene de campamentos y trincheras y regulación del acceso al furgón farmacia, y contaba con tiendas, casetas y pequeñas edificaciones, además de funcionar como hospital de primera línea.
Posteriormente se sitúa el escalón divisionario o de segunda línea, compuesto por ambulancias mixtas, quirúrgicos, columna de evacuación y grupo de desinfección. Se sitúa entre 10 y 28 km por detrás del frente, bajo el mando de un comandante o un teniente coronel, y tiene como objetivos recibir a los heridos del primer escalón, prestándoles servicios urgentes y transportándolos hasta el siguiente. Además, la sección de servicios de este escalón contiene servicio de autoduchas, coches de desinfección de ropa, laboratorio móvil, material sanitario, depósito y repuestos. Dicho escalón contaba además con un capitán ayudante, un capitán jefe de servicios y un Puesto de Socorro de División, que contaba con:
- 1 capitán médico
- 2 oficiales médicos
- 1 sargento
- 2 cabos
- 10 practicantes
- 30 conductores

El siguiente escalón se corresponde con el Escalón de Cuerpo de Ejército, que contiene un grupo de ambulancias y columna de evacuación, y se dedica al tratamiento de los heridos. Está mandado por un teniente coronel, bajo el mando del cual se encuentran también un grupo de policía sanitaria, los laboratorios, depósito y talleres del Cuerpo de Ejército y el grupo de desinfección y profilaxis. También contaba con un hospital de campaña y equipo de intervención quirúrgico que, además, realizaba una labor de triaje.
En el escalón de Etapas, situados a 100 - 150 km del frente, se encuentran los órganos de evacuación y abastecimiento, y encontramos hospitales permanentes, hospitales militares y hospitales temporales, dedicados estos últimos generalmente a enfermedades contagiosas.
Por último, el escalón de Retaguardia admite a evacuados que requieren largos periodos de recuperación, inválidos, así como otros heridos en caso de colapso de los hospitales de primera línea. Están dirigidos por un teniente coronel y entre los servicios se encuentra el parque central de ambulancias, el depósito central de farmacia y el laboratorio central.
A pesar de ello, el número de puestos era variable en función del frente, debido esto inicialmente a la desorganización del Ejército Popular de la República en sus primeros momentos. Sin embargo, con el transcurso de la guerra, y especialmente tras las batallas de Guadalajara (marzo de 1937) y Navacerrada (mayo-junio de 1937), quedó reflejado la necesidad de reducir el número de Puestos de Socorro en el caso de que estos no realizaran ninguna función de importancia, puesto que en muchos casos la única labor que se realizaba era el cambio de vendaje, retrasando la evacuación y, por tanto, la intervención quirúrgica. Así, se aceleraba la llegada al hospital de los heridos eliminando etapas intermedias innecesarias que permitieron, por ejemplo, disminuir la mortalidad de los traumatismos abdominales en un 50%.
De esta manera se defendía la necesidad de crear únicamente Puestos de Socorro de Compañía y Batallón, de los cuales se derivaban los heridos al Puesto de Clasificación desde el que, finalmente, eran trasladados al hospital. Dichos puestos podían ser de Brigada, de Ejército o de Cuerpo de Ejército (aunque únicamente debía existir un Puesto de Clasificación entre el Puesto de Socorro de Batallón y el hospital), y debían localizarse en un punto que reuniera 3 condiciones:
- Convergencia de las vías de evacuación
- Punto medio de distancia al hospital
- Desenfilada de vista y tiro

Por lo tanto, la distancia de los Puestos de Socorro de Batallón al Puesto de Clasificación y la distancia de este último al hospital era variable, localizándose más lejos del frente el puesto de Clasificación cuanto mayor era el tamaño de la unidad, y en caso de avance de las tropas o de retirada, debía trasladarse el Puesto de Clasificación, aunque sin interrumpir en ningún momento su funcionamiento.
De esta manera, las funciones de los distintos puestos serían:
- Puesto de Socorro de Compañía
  - Primera cura
  - Triaje
  - Evacuación
- Puesto de Socorro de Batallón
  - Triaje
  - Rectificación de la primera cura
  - Fichaje
  - Evacuación
- Puesto de Clasificación
  - Rectificación de cura
  - Triaje

Tras la clasificación de los heridos, estos se trasladaban a los hospitales, principalmente hospitales de campaña o de sangre, que agrupaban hospitales civiles readaptados a la nueva situación del conflicto y hospitales militares de nueva creación. Eran la primera unidad de tratamiento de los cuerpos de ejército y se localizaban en poblaciones cercanas al frente con buena comunicación en edificios espaciosos. Como se ha mencionado anteriormente, contaban con un equipo quirúrgico, conformado por un capitán médico cirujano con tres ayudantes, así como con un capitán médico y dos tenientes practicantes y enfermeras tanto de sanidad militar como voluntarias.